# Neolasioptera celastri
Neolasioptera celastri är en tvåvingeart som beskrevs av Ephraim Porter Felt 1908. Neolasioptera celastri ingår i släktet Neolasioptera och familjen gallmyggor.
Artens utbredningsområde är New York. Inga underarter finns listade i Catalogue of Life.